# Богач на день
«Бога́ч на день» (итал. Il ricco d'un giorno) — опера в трёх действиях Антонио Сальери, написанная на либретто Лоренцо да Понте. Премьера оперы состоялась в Бургтеатре в Вене 6 декабря 1784 года, но успеха она не имела. В наше время опера была возрождена в 2004 году в Театре Сальери в Леньяго.

## Роли
| Роль       | Тип голоса | Премьера, 6 декабря 1784 г. (Дирижёр: - ) |
| ---------- | ---------- | ----------------------------------------- |
| Emilia     | сопрано    |                                           |
| Giacinto   | тенор      |                                           |
| Strettonio | бас        |                                           |
| Doralice   | сопрано    |                                           |
| Mascherone | бас        |                                           |
| Berto      | бас        |                                           |
| Lauretta   | сопрано    |                                           |

## Сюжет
Этот рассказ о том, как два брата, Джачинто и Стреттонио, соревнуются за внимание прекрасной Эмилии. В конце концов, Джачинто выходит победителем, и Эмилия выбирает его.

## Дискография
- L'ouverture de Il ricco d'un giorno è compresa in Salieri: Overtures, CD pubblicato da Naxos. Direttore Michael Dittrich; orchestra della Radio Slovacca.
- Due brani sono contenuti in The Salieri Album (Cecilia Bartoli con l'Orchestra of the Age of Enlightenment diretta da Ádám Fischer, Decca 475 100-2)
  - Dopo pranzo addormentata (Atto II)
  - Eccomi più che mai... Amor pietoso Amore (Atto II)